# Николаенко, Александр Николаевич (Герой Советского Союза)
Александр Николаевич Николаенко (25 декабря 1923 — 5 июня 1999) — советский военнослужащий. Участник Великой Отечественной войны. Герой Советского Союза (19 марта 1944 года). Лейтенант запаса.

## Биография
Родился 25 декабря 1923 года в деревне Ключи (ныне Ужурский район Красноярского края) в семье крестьянина. Окончил 7 классов школы. Работал на Ужурском рыбзаводе.
В РККА с сентября 1941 года. На фронтах Великой Отечественной войны с октября 1942 года. Командир расчёта 82-миллиметрового миномёта 2-го стрелкового батальона 78-го гвардейского стрелкового полка 25-й гвардейской стрелковой дивизии гвардии старшина А. Н. Николаенко отличился в боях за плацдарм на правом берегу Днепра в районе села Войсковое Солонянского района Днепропетровской области. Звание Героя Советского Союза присвоено 19 марта 1944 года.
В 1944 году окончил курсы младших лейтенантов. С мая 1946 года — лейтенант в запасе. После увольнения из армии жил в посёлке городского типа Шира Хакасской автономной области. Умер 5 июня 1999 года.

## Награды
- Медаль «Золотая Звезда».
- Орден Ленина.
- Орден Отечественной войны 1-й степени.
- Орден Красной Звезды.
- Медали.